# Heinrich Weinel
Heinrich Weinel, född den 28 april 1874 i Vonhausen, Hessen, död den 29 september 1936 i Jena, var en tysk protestantisk teolog.
Weinel blev 1899 privatdocent i Berlin, 1900 privatdocent och inspektor för det evangelisk-teologiska "stiftet" i Bonn, 1904 extra ordinarie och 1907 ordinarie professor i Jena. Han var en av de mest typiska representanterna för den "liberala" riktningen inom sin tids tyska teologi och har arbetade vid sidan av sin rent vetenskapliga verksamhet, såväl genom egna skrifter som genom utgivningen av den betydelsefulla skriftserien "Lebensfragen" (1904 ff.), ivrigt för populariseringen och spridningen av denna riktnings synpunkter. 
Av hans rent vetenskapliga arbeten är de främsta Die Wirkungen des Geistes und der Geister im nachapostolischen Zeitalter bis auf Irenäus (1899) och Biblische Theologie des neuen Testamentes. Die Religion Jesu und des Urchristentums (1911; 2:a upplagan 1913). Bland hans mera populära skrifter kan nämnas Jesus im neunzehnten Jahrhundert (1903; 2:a upplagan 1906), Paulus (1904) och Ibsen, Bjørnson, Nietzsche, Individualismus und Christentum (1907).